# Tenedos lautus
Espèce
Tenedos lautus est une espèce d'araignées aranéomorphes de la famille des Zodariidae.

## Distribution
Cette espèce est endémique du Guatemala.

## Description
Le mâle décrit par Jocqué en 1991 mesure 5,42 mm.

## Publication originale
- O. Pickard-Cambridge, 1897 : Arachnida. Araneida. Biologia Centrali-Americana, Zoology. London, vol. 1, p. 225-232 (texte intégral).